# Стахановський
Стаха́новський (рос. Стахановский) — селище у складі Мурашинського району Кіровської області, Росія. Входить до складу Мурашинського сільського поселення.
Населення становить 14 осіб (2010, 29 у 2002).
Національний склад станом на 2002 рік — росіяни 86 %.